# Politiske partier i Norge
Dette er en liste over politiske partier i Norge. Listen inkluderer kun partier som har repræsentation i Stortinget.

## Partier i Stortinget
| Navn                      | Navn | Partiformand           | Politiske position | Ideologi                                     | Stortinget |
| ------------------------- | ---- | ---------------------- | ------------------ | -------------------------------------------- | ---------- |
| Arbeiderpartiet           | AP   | Jonas Gahr Støre       | Centrum-venstre    | Socialdemokratisme                           | 48 / 169   |
| Høyre                     | H    | Erna Solberg           | Centrum-højre      | Liberalkonservatisme                         | 36 / 169   |
| Senterpartiet             | Sp   | Trygve Slagsvold Vedum | Centrum            | Nordisk agrarisme                            | 28 / 169   |
| Fremskrittspartiet        | Frp  | Sylvi Listhaug         | Højrefløj          | Nationalkonservatisme, Økonomisk liberalisme | 21 / 169   |
| Sosialistisk Venstreparti | SV   | Audun Lysbakken        | Venstrefløj        | Demokratisk socialisme, Folkesocialisme      | 13 / 169   |
| Rødt                      | R    | Bjørnar Moxnes         | Venstrefløj        | Socialisme, Kommunisme                       | 8 / 169    |
| Venstre                   | V    | Guri Melby             | Centrum            | Socialliberalisme                            | 8 / 169    |
| Kristelig Folkeparti      | KrF  | Kjell Ingolf Ropstad   | Centrum-højre      | Kristendemokrati                             | 3 / 169    |
| Miljøpartiet de Grønne    | MdG  | Une Aina Bastholm      | Centrum-venstre    | Grøn ideologi                                | 3 / 169    |
| Pasientfokus              | PF   | Irene Ojala            | Enkeltsagsparti    | Nyt sygehus til Alta.                        | 1 / 169    |